# Торчин (Винницкая область)
Торчин (укр. Торчин) — село на Украине, находится в Хмельницком районе Винницкой области.
Код КОАТУУ — 0524887003. Население по переписи 2001 года составляет 324 человека. Почтовый индекс — 22013. Телефонный код — 4338.
Занимает площадь 1,7 км².
В селе действует храм Святой Параскевы Хмельницкого благочиния Винницкой епархии Украинской православной церкви.

## Адрес местного совета
22013, Винницкая область, Хмельницкий р-н, с. Сулковка, ул. Л. Украинки, 27